# Gymnoplea
Gymnoplea is een superorde van de eenoogkreeftjes in de infraklasse van de Neocopepoda.

## Ordes
- Calanoida Sars, 1903